# いきものがかりの歌ものばかり
いきものがかりの歌ものばかり （いきものがかりのうたものばかり） は、いきものがかりがDJを務めていたラジオ番組である。

## 概要
- JFNCが制作し、2007年10月から2010年12月まで全国のJFN系列で放送されていた。放送基準日は木曜日。
- 2008年4月までは『RADIO SESSIONS』にて毎月第一週に放送されていたが、翌5月からは毎週放送の30分番組（一部地域は25分番組）として独立。2008年5月からスタートした多くの局では『チャットモンチーのロッキン丼』の後番組として放送されていた。

## 出演
- いきものがかり（吉岡聖恵・水野良樹・山下穂尊）

## コーナー
そうだ洋楽を聴こう
最近リリースされた洋楽やテーマに合った洋楽を2人の番組スタッフが選び、それを3人が聞いて選定する。意見が分かれた場合は多数決。
吉岡聖恵の恋愛クリニック
リスナーからの恋愛相談に答える。
山下穂尊のバンドクリニック
バンドを組む際の悩み相談に答える。
水野良樹のかえうたがかり
いきものがかりの曲の替え歌を募集するコーナーだったが、不評で一度も行なわれずに終了した。
水野良樹のコーナーを考えよう
かえうたがかりがなくなったためリスナーからコーナーを募集した。
水野良樹のザ・ジャッジメント
コーナーを考えようから生まれた、リスナーの二者択一の悩みをずばりどちらかを決めるというコーナー。
選曲のコーナー
テーマで思いつく曲を3人がそれぞれ発表するというコーナー。

## 沿革
表記の月日は放送基準日（木曜日）とする。
- 2008年9月4日 - 2008年8月12日に山形県山形市の山形テルサで行われた、Boy-FM開局20周年記念の公開収録も放送。
- 2008年9月11日 - 20回目の放送。
- 2008年11月28日（放送基準日は27日）及び12月5日（放送基準日は4日）は、TOKYO FMの放送が休止となった。
- 2009年2月19日 - 番組初のゲストとして、中村優と黒幕（tvk・sakusaku）が登場。
- 2010年3月25日 - 100回目の放送。

## ネット局/放送時間
番組終了時点で、JFN加盟38局のうち全国31局がネットしていた。25分の地域は降りコメントを挿入して終了。放送時間はすべてJST。
| 放送対象地域   | 放送局             | 放送曜日 | 放送時間    | 放送開始日 | 備考           |
| -------------- | ------------------ | -------- | ----------- | ---------- | -------------- |
| 青森県         | FM青森             | 毎週月曜 | 20:00-20:30 | 2008年10月 |                |
| 岩手県         | FM岩手             | 毎週火曜 | 21:00-21:30 | 2008年5月  |                |
| 秋田県         | AFM                | 毎週木曜 | 21:00-21:30 | 2008年5月  |                |
| 山形県         | Rhythm Station     | 毎週土曜 | 18:00-18:30 | 2008年5月  |                |
| 福島県         | ふくしまFM         | 毎週土曜 | 18:00-18:30 | 2008年5月  |                |
| 群馬県         | FMぐんま           | 毎週土曜 | 21:30-21:55 | 2008年5月  | 短縮バージョン |
| 栃木県         | RADIO BERRY        | 毎週木曜 | 21:30-21:55 | 2008年5月  | 短縮バージョン |
| 長野県         | FM長野             | 毎週土曜 | 20:00-20:30 | 2010年4月  |                |
| 新潟県         | FM-NIIGATA         | 毎週木曜 | 19:00-19:30 | 2008年5月  |                |
| 富山県         | FMとやま           | 毎週日曜 | 22:30-22:55 | 2008年10月 | 短縮バージョン |
| 石川県         | HELLO FIVE         | 毎週月曜 | 21:30-21:55 | 2008年10月 | 短縮バージョン |
| 福井県         | FM福井             | 毎週金曜 | 20:00-20:30 | 2008年10月 |                |
| 愛知県         | FM AICHI           | 毎週金曜 | 19:30-19:55 | 2010年11月 | 短縮バージョン |
| 岐阜県         | Radio80            | 毎週日曜 | 20:30-20:55 | 2008年5月  | 短縮バージョン |
| 三重県         | radio CUBE FM三重  | 毎週火曜 | 20:00-20:30 | 2008年7月  |                |
| 滋賀県         | e-radio            | 毎週月曜 | 20:30-20:55 | 2008年10月 | 短縮バージョン |
| 大阪府         | FM OSAKA           | 毎週火曜 | 4:00-4:30   | 2008年5月  |                |
| 兵庫県         | Kiss-FM KOBE       | 毎週土曜 | 18:30-18:55 | 2009年3月  | 短縮バージョン |
| 岡山県         | FM岡山             | 毎週金曜 | 19:00-19:30 | 2008年10月 |                |
| 広島県         | HFM                | 毎週日曜 | 21:30-22:00 | 2008年5月  |                |
| 鳥取県・島根県 | V-air              | 毎週木曜 | 21:30-21:55 | 2008年5月  | 短縮バージョン |
| 山口県         | FMY                | 毎週金曜 | 19:30-19:55 | 2008年5月  | 短縮バージョン |
| 徳島県         | FM徳島             | 毎週火曜 | 21:00-21:30 | 2008年5月  |                |
| 香川県         | FM香川             | 毎週金曜 | 21:00-21:30 | 2009年10月 |                |
| 高知県         | Hi-Six             | 毎週火曜 | 25:30-26:00 | 2008年5月  |                |
| 佐賀県         | FMS                | 毎週木曜 | 21:30-21:55 | 2008年5月  | 短縮バージョン |
| 長崎県         | fm nagasaki        | 毎週火曜 | 21:30-21:55 | 2008年5月  | 短縮バージョン |
| 熊本県         | エフエム・クマモト | 毎週日曜 | 18:25-18:55 | 2008年10月 |                |
| 大分県         | FM大分             | 毎週月曜 | 21:00-21:30 | 2008年5月  |                |
| 宮崎県         | JOY FM             | 毎週月曜 | 21:00-21:30 | 2008年10月 |                |
| 沖縄県         | FM沖縄             | 毎週土曜 | 20:30-21:00 | 2009年4月  |                |

### 番組終了以前に打ち切られたネット局/放送時間
| 放送対象地域 | 放送局         | 放送曜日 | 放送時間    | 放送期間                    | 備考           |
| ------------ | -------------- | -------- | ----------- | --------------------------- | -------------- |
| 東京都       | TOKYO FM       | 毎週金曜 | 17:25-17:50 | 2008年10月3日-2009年2月27日 | 短縮バージョン |
| 宮古島市     | エフエムみやこ | 毎週土曜 | 20:30-21:00 | 2009年4月-打ち切り時期不明  |                |